# Aphrodisium attenuatum
Aphrodisium attenuatum är en skalbaggsart som beskrevs av J. Linsley Gressitt 1951. Aphrodisium attenuatum ingår i släktet Aphrodisium och familjen långhorningar. Inga underarter finns listade i Catalogue of Life.